# YES (Ricken'sのアルバム)
『YES』（イエス）はRicken'sの2枚目のアルバム。

## 内容
作詞・作曲は半数に分かれているが、「オン・ザ・ロード」「She don't know me」は、作詞・作曲が別々で行った作品であるため、Ricken'sとしては、新たな試みともいえる。

## 批評
CDジャーナルは「軽さと重さが面白いバランスになってグイグイと前に出てくる、意欲作といった風合」と評した。

## 収録曲
編曲:Ricken's
1. ランブルフィッシュ
作詞・作曲:石田匠
2. BE FREE
作詞・作曲:佐々木収
3. My Beach
作詞・作曲:石田匠
4. parmanent vacation
作詞・作曲:佐々木収
5. オン・ザ・ロード
作詞:佐々木収
作曲:石田匠
6. グラフィティ
作詞・作曲:佐々木収
7. Old man say
作詞・作曲:石田匠
8. ウェンズデイ
作詞・作曲:佐々木収
9. Slowmusic
作詞・作曲:石田匠
10. ザ・ニューエスト・マシーン
作詞・作曲:佐々木収
11. One Size Fits All
作詞・作曲:石田匠
12. She don't know me
作詞:石田匠
作曲:佐々木収